# 北アメリカの探検

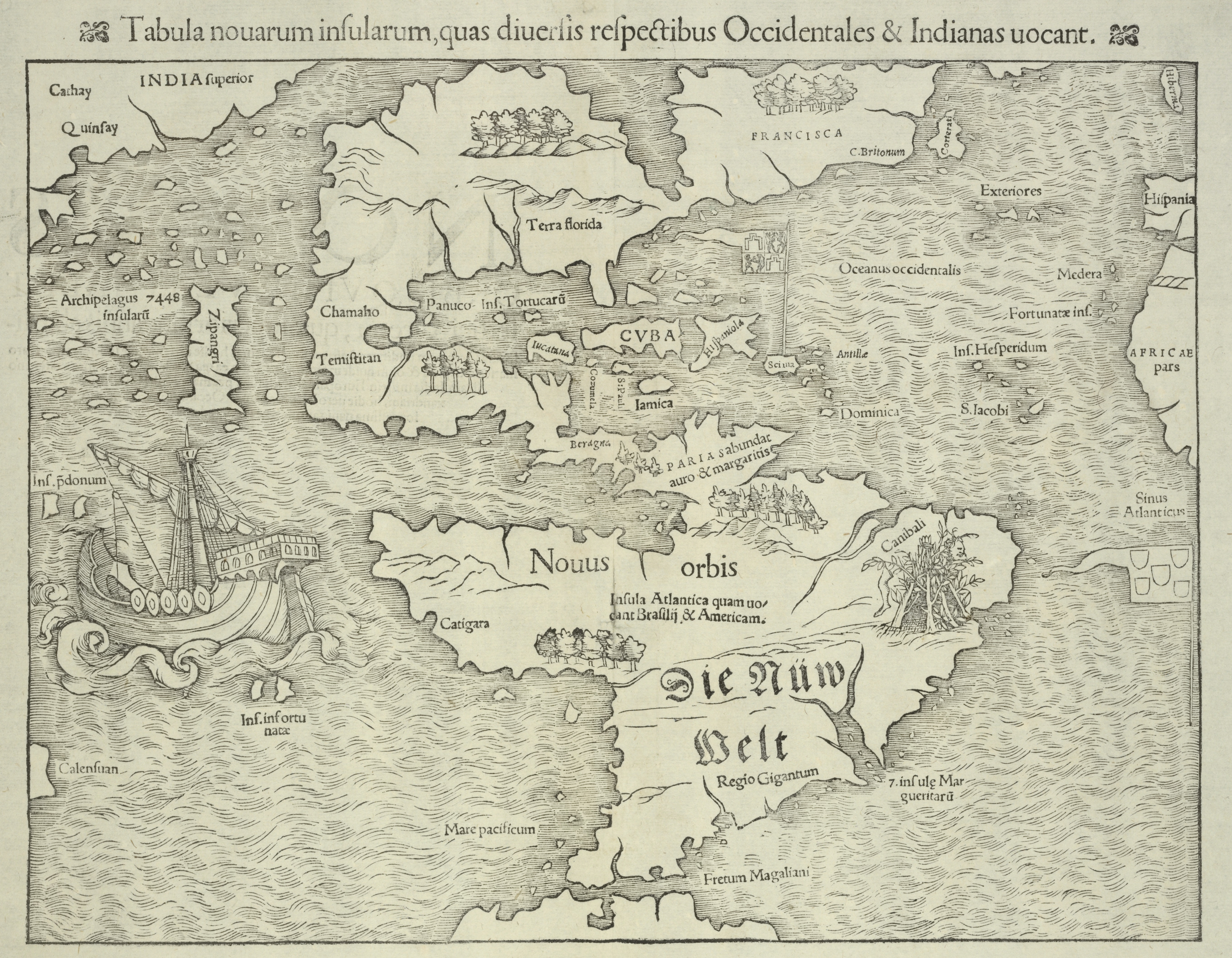
1550年頃に地図学者ゼバスティアン・ミュンスターが作成した、南北アメリカの全体地図。当時は北アメリカ大陸について多くが未知だった。

北アメリカの探検（きたあめりかのたんけん　英:Exploration of North America）では、先住民族ではない人々による北アメリカ大陸の地図作成及び探検の継続的取り組みについて説明する。
この探検は何世紀にも及ぶもので、諸外国から多くの人々や調査隊による北アメリカ大陸を地図に描くための努力が積み重なったものである。これはヨーロッパ諸国によるアメリカ大陸の植民地化へと続いていく。

## 先コロンブス期の探検
先コロンブス期#北アメリカ、ノース人によるアメリカ大陸の植民地化を参照
アイスランド人のサガによると、アイスランド出身のノース人船乗りたち（しばしばヴァイキングと呼ばれる）は980年代にグリーンランドに入植した。 赤毛のエイリークはグリーンランド南西部を探検して定住、今後のアイスランド人入植者を誘引するために彼はそこをグリーンランド（緑の大地）と命名し、最終的には島の東部と西部に入植を確立した。その地域は1350年頃に放棄された。
ニューファンドランド島最北端の考古遺跡であるランス・オ・メドーおよびニューファンドランド南西部の2番目の遺跡は、グリーンランド外側の北アメリカにあるノース人の村の遺跡としてのみ知られている。1003年にレイフ・エリクソンによって確立されたヴィンランドの植民地の試みとの関連があるかもしれないとして、これらの遺跡は注目されている。

## 大航海時代と北西航路の探求
ヴァイキングの航海は旧世界において一般的な知識にはならず、1492年に続く最初の数十年まで、ヨーロッパ人はアメリカ全体の存在を知らないままだった。 シルクロードよりも短い中国への交易ルートを確立するため、東アジア（または「インディーズ」地域と呼ばれる）への北西航路を求めてヨーロッパ諸国から多くの探検が開始された。コンスタンティノープルの陥落により、そうした交易ルートが是が非でも必要とされていたのである。また、カスティーリャ王国はアフリカを回ってインドおよび東アジアへと向かうポルトガルが管理していた東側海上交易ルートに代わるものを必要としていた。

1492年8月3日、クリストファー・コロンブスがイサベル1世 (カスティーリャ女王)からの出資を受けて、ウエルバ県にあるパロス・デ・ラ・フロンテーラの港から出航した。バハマ、キューバ、イスパニョーラ島の発見というコロンブスの初航海における手紙は、そのニュースをたちまちヨーロッパ中に広めた。2回目の航海でコロンブスは小アンティル諸島を再発見してその大半を探索し、3回目の航海では南アメリカの北部沿岸を通りながらトリニダード・トバゴを発見した。彼の4回目の航海は中央アメリカ海岸の詳細調査に費やされた。クリストファー・コロンブスの航海は新世界を開いた。
イタリアの航海士兼探検家ジョヴァンニ・カボートは、ヘンリー7世 (イングランド王)の嘱託の下、1497年6月24日に北アメリカ大陸を発見したとされている。彼の発見の正確な位置には議論が残るも、カナダおよびイギリス政府の公式見解では彼はニューファンドランド島に上陸した。ジョヴァンニ・カボート（の航海）を通じたイングランドの存在は、1500年のフアン・デ・ラ・コサの地図で示された。
1499年、ジョアン・フェルナンデス・ラヴラドールはマヌエル1世 (ポルトガル王)による権利許諾を受け、ペロ・デ・バルセロスと共同でグリーンランドに到着し、レイフ・エリクソン以来初めてラブラドル半島 （これは彼ラヴラドールにちなんで名付けられた）を発見することとなった。 帰国後、彼はイングランドの名において航海をするためブリストルに赴いた可能性がある。ほぼ同じ頃、1499年から1502年の間にガスパルとミゲルのコルテ＝レアル兄弟はグリーンランド、ラブラドール、ニューファンドランドと命名された海岸を探検して、探索した北アメリカの海岸を「Terra Verde」と名付けた。どちらの探査も1502年のカンティーノ平面天球図に記載された。
コロンブスがアジアに到達していなかったことはすぐに理解されたが、それはむしろヨーロッパ人にとって新世界なるものの発見であり、その地は1507年にマルティン・ヴァルトゼーミュラーの地図上で、恐らくはアメリゴ・ヴェスプッチにちなんで「アメリカ」と名付けられた。

## さらなる航海探索
1500年、ペドロ・アルヴァレス・カブラルが南アメリカを探検するためポルトガルから派遣された。 彼はブラジルの発見者だと考えられている。
フェルナンド2世 (アラゴン王)は出来て間もないイスパニョーラの植民地からフアン・ポンセ・デ・レオンを派遣し、北西に未発見の土地の噂があることを確認した。1513年4月2日、ポンセ・デ・レオンは花冠にちなんでフロリダと自ら名付けた北東部海岸に上陸した。正確な位置は議論されているが、歴史家はセントオーガスティン、ポンセ・デ・レオン・インレット、メルボルン・ビーチの可能性を提示している。 彼は強力なメキシコ湾流に遭遇し、フロリダのメキシコ湾岸南西部に着陸するためのフロリダキーズを抜ける経路を発見した。 繰り返すが、正確な場所については異論がある。1493年にコロンブスがプエルトリコおよびヴァージン諸島を訪れたのは真実であるが、ポンセ・デ・レオンは現在のアメリカ合衆国本土に到着した最初のヨーロッパ人として知られることとなった。
1513年9月25日、スペインのコンキスタドールであるバスコ・ヌーニェス・デ・バルボアは、パナマ地峡を横断して太平洋を目撃した最初のヨーロッパ人となった。後のラス・カリフォルニアスの植民地化に影響を与えるべく、彼は統治権についてそれと接している全領域を主張した。
1519-1521年頃、ポルトガルの探検家ジョアン・アルヴァレス・ファグンデスがニューファンドランド、ラブラドール、ノヴァスコシアの海岸を探検し、任務として植民地を築いた。
1524年、イタリアの探検家ジョバンニ・ダ・ヴェラッツァーノがフランソワ1世 (フランス王)のために出航し、北欧から北アメリカの大西洋岸を探検した最初のヨーロッパ人として知られている。ケープ・フィアー川の三角州付近に到着すると、彼は現在のサウスカロライナ州とノースカロライナ州の海岸線を探索し、パムリコ湾に入るも、チェサピーク湾への入り口を無視してしまった。ニューヨーク港が湖であると信じて、彼はナラガンセット湾とニューファンドランドを探検しながらロングアイランドを渡って航海した。
1524-1525年に、カルロス1世 (スペイン王)の代理としてポルトガルの探検家エステバン・ゴメスがメイン州の海岸に沿って南を航海しつつ、現在のノヴァスコシアを探検した。ゴメスはニューヨーク港に入ってハドソン川（彼はそれを「サンアントニオ川」と命名した）を確認した。彼の探検のおかげで、1529年のディオゴ・リベイロの世界地図は、北アメリカの東海岸の輪郭をほぼ完璧に描いている。
1534年、ジャック・カルティエはセントローレンス湾のガスペ半島に十字架を建てて、フランソワ1世 （当時のフランス国王の名前）という名の土地を主張した。1535年、カルティエはセントローレンス川を探検し、またこの地域のフランス領有を主張した。

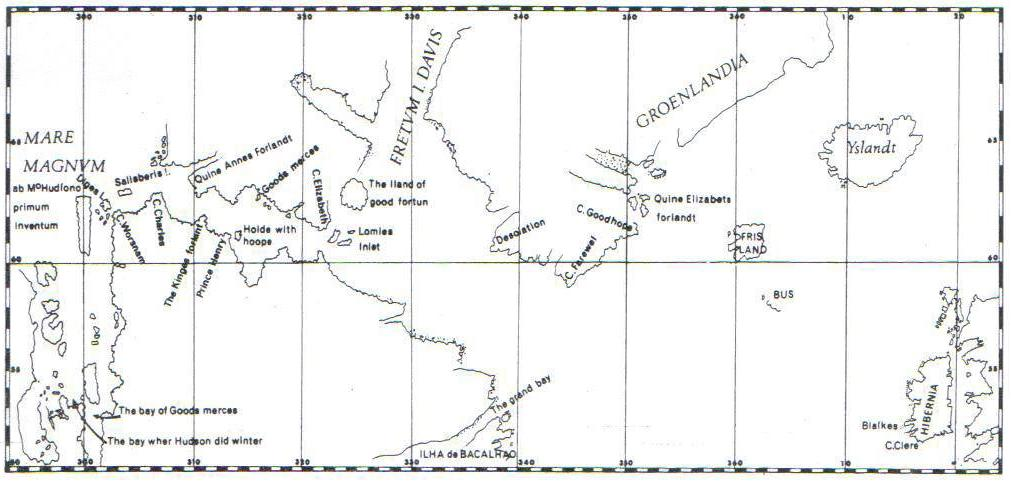
北アメリカへのハドソンの航海図

ヘンリー・ハドソンは、シベリアを巡って東アジアに到達しようとして2回失敗した後、1609年にオランダ東インド会社の下で西へと出航した。彼もケープコッド、チェサピーク湾、デラウェア湾を通って、こちらは1609年9月11日にハドソン川を航海した。これは実際には五大湖だったものを経由する伝説的な太平洋への接続路を探したものであった。ハドソンの4回目および最後の航海で、彼はハドソン海峡、ハドソン湾、ジェームズ湾を発見し、地図を作って探検した。
この他の主な海上探検家には、艦長ジェームズ・クック、ジョージ・バンクーバー、チャールズ・ウィルクスがいた。

## 西部の陸上探索

### 16-17世紀
北アメリカの南西部（現在の西部と中央アメリカを含む）を探検し、その南部地域で（東から西へと）大陸を横断するスペインの探検家やコンキスタドールが多数おり、主に16世紀半ばへ続く第2四半世紀にかけてはアルバル・ヌニェス・カベサ・デ・バカやフランシスコ・バスケス・デ・コロナドなどの人物がいたが、やはり北アメリカの南東部および南中央地域の道程であった。1500年代半ばにスペインのフアン・ロドリゲス・カブリリョがカリフォルニアの太平洋岸に至ったことを主張する一方で、200年後のガスパル・デ・ポルトラ探検隊による最初期の陸上探索は、スペイン支配下のバハ・カリフォルニアを起点に北方へとカトリック伝道所を創設した（カリフォルニア・ミッションを参照）。

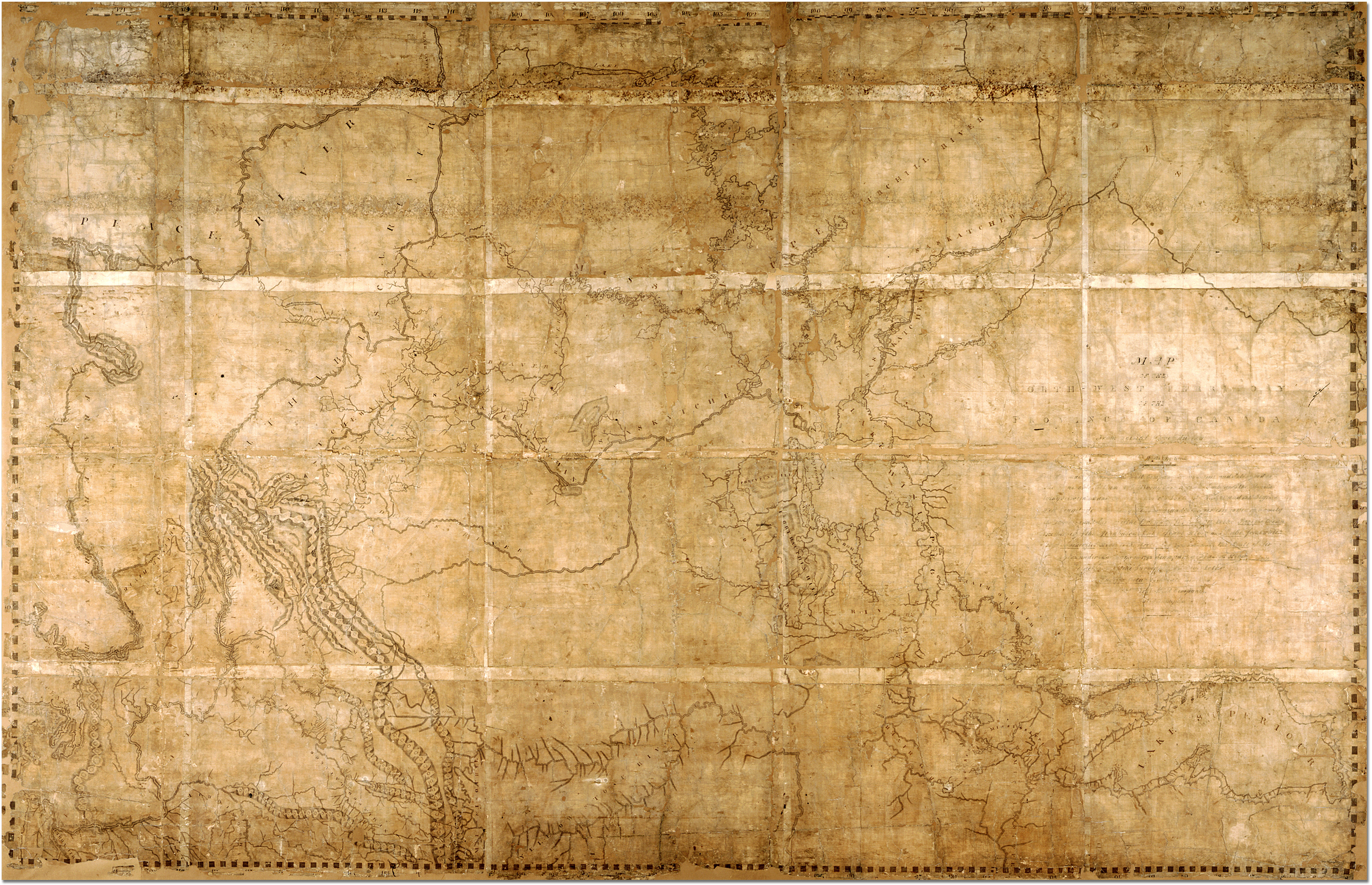
西部のフレーザー川から東部のスペリオル湖まで広がる、カナダの州の北西領域地図。1814年、デヴィッド・トンプソン作成。

1608年、サミュエル・ド・シャンプランは現在のケベック・シティーの基礎を築き、これは最初の永住入植地となり、ヌーベルフランスの首都となった。彼はその町および都市問題に関して個人的管理を行い、かつ内陸部を探索するために探検隊を派遣した。 シャンプラン自身は1609年にシャンプレーン湖を発見した。1615年までに、彼はニピシング湖とジョージア湾を通ってシムコー湖付近のヒューロンの中心部までオタワ川をカヌーで遡る旅をした。これらの航海中、シャンプランはイロコイ連邦と抗争を繰り広げていたウェンダット族（別名ヒューロン族）を援護した。 その結果イロコイ連邦からフランスは敵と見なされ、複数の紛争に巻き込まれることになった。
1679年から1682年まで、ルネ＝ロベール・カヴリエ・シュ・ド・ラ・サールはアメリカ合衆国とカナダの五大湖地域、およびミシシッピ川の全域をメキシコ湾まで探検した。
1697年から1702年にかけて、エウセビオ・キノはソノラ砂漠を探検し、コロラド川三角州への彼の旅行にて、一般的に島であると信じられていたバハ・カリフォルニアへの陸路を発見した。1683年にキノは、ヨーロッパ人最初のバハ・カリフォルニア陸路横断を成し遂げた。
ヨーロッパ人のカナダ西部探検は、主に毛皮貿易および人目を避けた北西航路の探求によって動機づけられていた。 ハドソン湾会社の探検家ヘンリー・ケルシーは、1690年にグレートプレーンズ北部を確認した最初のヨーロッパ人という栄誉を得ている。

### 18世紀
アンソニー・ヘンデイは1754年にロッキー山脈を確認した最初の人物ながら、奇妙なことに自身の日誌にそれを記述しなかった。彼の最西端の地理的位置（カルガリーとレッドディアの中間にある、アルバータ州オールズの町付近）からロッキー山脈はかなり目立つのだが、ハドソン湾会社と太平洋の間に攻略不能にも思える未知の範囲の山々がそびえ立っている、という残念な事実を隠蔽しようとした可能性がある。サミュエル・ハーンは銅鉱床を求めて失敗した彼の捜索で1769-71年にコッパーマイン川（直訳すると「銅鉱山の川」という意味）を発見した。これらの目標未達による損失が焦げ付いて、ハドソン湾会社は大部分の探検を中止した。
この一方で北西会社は、未開発地域への継続的拡大を必要とするビジネスモデルを行っていた。北西会社の援助下で、アレグザンダー・マッケンジー (探検家)は1789年にマッケンジー川を発見し、1793年にベラ・クーラ川を経由して北アメリカの太平洋に陸路で到達した最初のヨーロッパ人となった。サイモン・フレーザーは、フレーザー川を経由して1808年に太平洋に到達した。
最も偉大な地理学者の1人として知られる デヴィッド・トンプソン (探検家)は、生涯のうちに9万km以上を旅した。1797年、イギリスとアメリカ合衆国間のジェイ条約から生じている未解決の領土問題を解決するため、トンプソンは彼の雇い主によってスペリオル湖からウッズ湖までの水路に沿ってカナダ＝アメリカ合衆国の境界の一部を調査するため南に派遣された。1798年までに、トンプソンはグランド・ポーテージ (ミネソタ州)からウィニペグ湖を通り、アシニボイン川とミシシッピ川の上流まで、スペリオル湖の両側も同様に6750kmの調査を完了した。1798年、会社は貿易拠点を設立するため現在のアルバータ州にあるレッド・ディア湖に彼を派遣した。Lac La Bicheの英訳であるレッド・ディア湖は、1793年のマッケンジーの地図に最初に登場した。トンプソンはフォート・ジョージ（現在のアルバータ州にある）を拠点とした貿易に次の数シーズンを費やし、その間にロッキー山脈への探検をいくつか主導した。1811-1812年に彼はコロンビア川を太平洋まで下り、1814年には彼の記録メモと測定値を使ってカナダ西部の最初のヨーロッパ式地図を描き、それは390万平方kmに及ぶものだった。

### 19世紀から現在
ルイス・クラーク探検隊は、トーマス・ジェファーソン大統領の命令を受けて、新たに購入されたルイジアナ買収の領土に進出した最初のアメリカ人であった。彼らは多くの新しい地理的特徴、インディアン部族達、そして動植物の種を発見した。ジョン・コルターは、その後の「西部開拓時代」で他の人々のためのガイドとなった探検隊の一員で、彼自身もいくつかの探検を行った。
ジョン・C・フレモントはグレートプレーンズ、グレートベースン、オレゴン準州、そしてメキシコのアルタ・カリフォルニアにおいて多くの重要な探検を主導した。
ジョゼフ・R・ウォーカーは最も著名な探検家の一人で、西部を通る沢山の新たな小路を図表に記しており、それは渡ってくる移民が西部の町やコミュニティに定住するためによく利用された。1833年、彼の探検隊は現在のネバダ州を横切るフンボルト川に沿ったルートを発見し、それはカーソン川にしたがってシエラネバダ山脈 (アメリカ合衆国)を上り、スタニスロース川の排水路を経由してモントレーへと下るものだった。ウォーカー・パスという小路を経由してシエラネバダ南部を横断する彼の帰路は、ジョン・C・フレモントによりウォーカーにちなんで名付けられた。カーソン川ルートを経由してシエラをたどる道は、後のカリフォルニア・ゴールドラッシュ期間に金鉱地へと向かう移民のための主要ルートであるカリフォルニア・トレイルとして知られるようになった。
アメリカ西部の人口が増加するにつれて、アメリカ政府は主にアメリカ陸軍の地形測量工兵隊を通して公式探索を始めた。この部隊の主要将校で探検家の一人がジョージ・ウィーラーであった。1872年、アメリカ議会は西経100度線の西側にあるアメリカ合衆国の一部を8マイル/インチの縮尺で地図作成するという遠大な計画を承認した。ウィーラー調査(en)として知られるようになったこの計画は、クラレンス・キングやジョン・ウェズリー・パウエルの調査と一緒にされ、フェルディナンド・ヴァンデヴィア・ヘイデンによる探検を必要とするものになった。1879年に、全てのそうした取り組みがアメリカ地質調査所として再組織された。 

## ギャラリー

新世界の地図
「Universalis Cosmographia」こと1507年のヴァルトゼーミュラー地図には、アメリカ、アフリカ、ヨーロッパ、アジア、そしてアジアとアメリカを隔てる太平洋が描かれている。
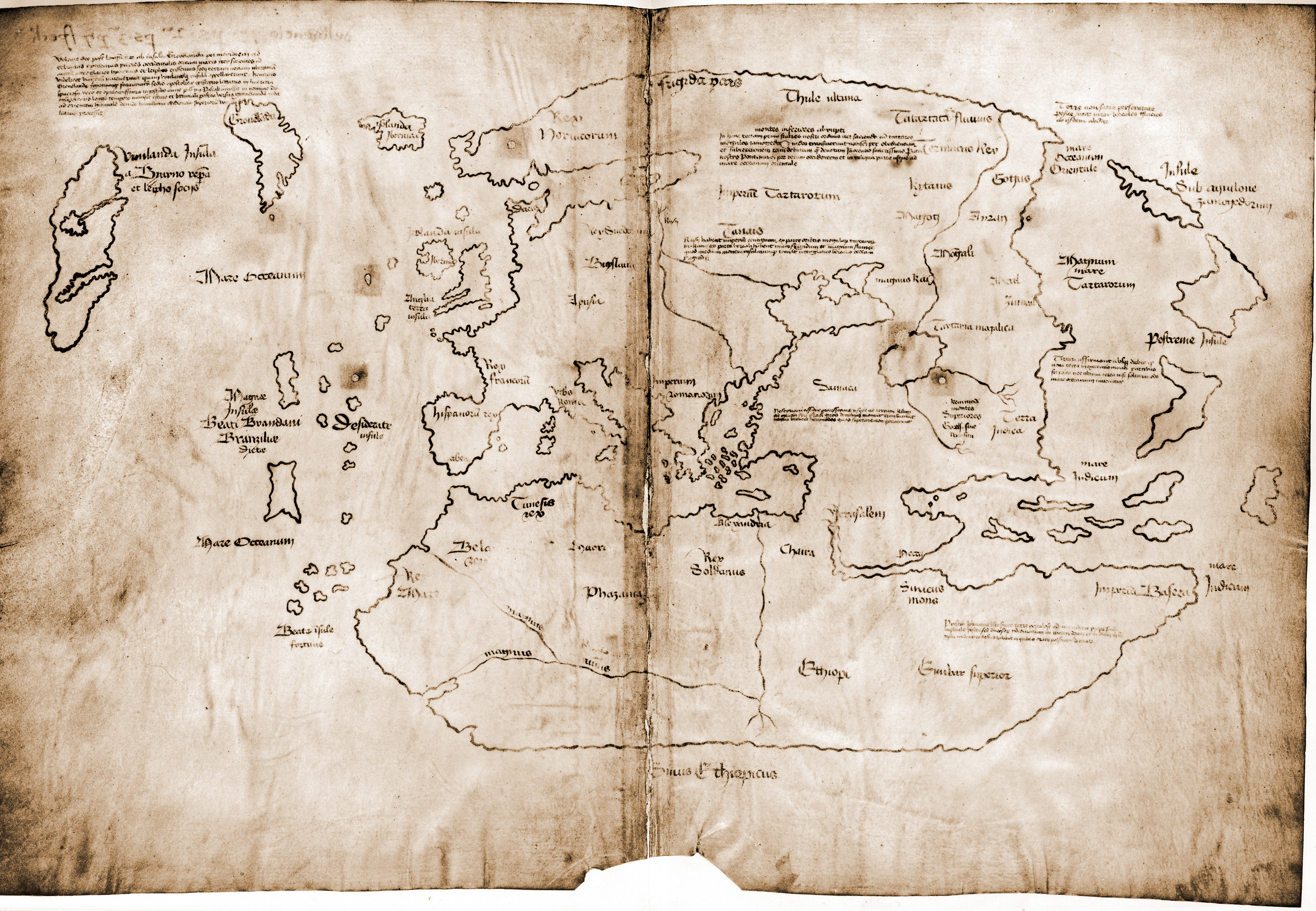
ヴィンランド地図(en)は1965年に登場したもので、あまり信用されていないが、ヴィンランドのノルマン人植民地を描いた15世紀の地図であると主張されている。